# Scharlaken dwerghoningeter
De scharlaken dwerghoningeter (Myzomela sanguinolenta) is een endemische vogel uit Australië.

## Kenmerken

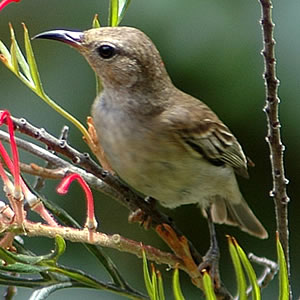
Vrouwtje scharlaken dwerghoningeter

De scharlaken dwerghoningeter is een honingeter uit het geslacht Myzomela met een lengte van 11 tot 12,5 cm. Het mannetje lijkt op de roodkopdwerghoningeter, want ook die heeft een scharlaken rode kop. Bij de scharlaken dwerghoningeter loopt het rood echter door over de rug tot aan de stuit. Verder is deze dwerghoningeter lichter op de buik en borst en zitten daar ook rode vlekken in het verenkleed. Het vrouwtje is grijsbruin zonder rode zweem zoals bij de roodkopdwerghoningeter.

## Verspreiding en leefgebied
De scharlaken dwerghoningeter komt voor langs de hele oostkust van Australië. Het leefgebied bestaat uit verschillende half open landschapstypen met als belangrijkste voorwaarde de aanwezigheid van bloemen en bloesems. De vogel wordt waargenomen in zowel aan de randen van regenwoud als in gebieden met struikgewas langs de kust, aangeplante bomen langs waterlopen en wegen, parken en tuinen.

## Status
De scharlaken dwerghoningeter heeft een groot verspreidingsgebied en daardoor alleen al is de kans op de status kwetsbaar (voor uitsterven) gering. De grootte van de populatie is niet gekwantificeerd maar blijft stabiel. Om deze redenen staat deze dwerghoningeter als niet bedreigd op de Rode Lijst van de IUCN.